# Luis Mendoza Acevedo
Luis Alberto Mendoza Acevedo (12 de enero de 1980) es un político mexicano, miembro del Partido Acción Nacional. Ha sido diputado a la Asamblea Legislativa del Distrito Federal y diputado federal. Actualmente es alcalde de Benito Juárez

## Biografía
Luis Mendoza Acevedo tiene estudios en Administración Pública. Ha realizado su actividad política en comité regional del PAN en la antes delegación y hoy alcaldía Benito Juárez, donde fue miembro del comité de 2008 a 2011 y presidente del mismo de 2011 a 2014. En adición ha sido consejero regional y nacional del PAN.
De 2006 a 2009 fue coordinador del Módulo de Atención, Orientación y Quejas Ciudadanas, de 2009 a 2021 subdirector de Coordinación Técnica en la entonces delegación Benito Juárez y de 2012 a 2014 secretario particular del jefe delegacional y en 2014 director general de Coordinación de Gabinete y Proyectos Especiales, ambos en la administración de Jorge Romero Herrera.
En 2015 fue elegido diputado a la VII Legislatura de la entonces Asamblea Legislativa del Distrito Federal y en la que fue presidente de la Comisión Registral y Notarial, culminando su encargo en 2018. Ese mismo año, en las elecciones de 2018 fue candidato de la coalición Por México al Frente a diputado federal por el Distrito 15 de la Ciudad de México. Logró el triunfo al recibir el 41.80% de los votos, frente al 36.60% de su más cercano competidor, el actor Ausencio Cruz, de la coalición Juntos Haremos Historia. Representó a dicho distrito en la LXIV Legislatura, en la que se desempeñó como presidente de la comisión de Economía Social y Fomento del Cooperativismo; e integrante de la Protección Civil y Prevención de Desastres; y de la Seguridad Social.